# Très Belles Heures de Notre-Dame
Très Belles Heures de Notre-Dame – średniowieczny kodeks iluminowany, powstały w latach 1389–1409, podzielony w kolejnych wiekach na dwie części: na partię godzinek, z której cztery karty znalazły się ostatecznie w Luwrze (RF 2022-2024) a pozostała część w Bibliotheque Nationale w Paryżu (ms.nouv.acq. lat. 3093) oraz na sekcję modlitewnika i mszału zwaną Godzinkami Mediolańsko-Turyńskimi.  

## Historia rękopisu
Kodeks powstał na zamówienie księcia Berry Jana, prawdopodobnie około 1389 roku z okazji jego ślubu z drugą żoną Joanną z Boulogne. Pierwotnie kodeks składał się z 343 stron, zawierających 100 iluminowanych miniatur. Prace nad nim trwały do roku 1405. W tym właśnie roku został on wymieniony w inwentarzu zbiorów księcia Jana. Kodeks miał wielu autorów. Wyróżnia się od dziewięciu do dziesięciu artystów, którzy uczestniczyli w powstaniu kodeksu na przełomie dwudziestu lat. Z powodu trudności z identyfikacją twórców historycy oznaczyli ich literami alfabetu od A do K.

## Opis
W pierwszej fazie powstawania kodeksu wyróżnia się rękę A, identyfikowaną z warsztatem Mistrza Paramentu z Narbonny. Powstało wówczas osiem dużych miniatur w partii godzin maryjnych i osiem kolejnych w oficjum zmarłych i modlitewniku pasyjnym oraz cztery w godzinkach Krzyża Świętego. Karty były wzorowane na pracach Jeana Pucelle'a w Godzinkach Joanny z Évreux z lat 1325-1328; wyróżniają się kaligraficznym miękkim modelunkiem. Innowacjami w miniaturach, wprowadzonymi prawdopodobnie przez pomocnika znanego jako Mistrz Ceremoniarza Koronacyjnego Karola V, który był odpowiedzialny za bas-de-pages i inicjały ze scenami figuralnymi, były intensywniejsze, kontrastujące ze sobą barwy, przestrzenne tło i pejzaż w części bas-de-pages.
 Od 1400 roku kodeks tworzyli inni artyści, oznaczeni jako ręce B i C. Najczęściej identyfikuje się ich z Hermanem Maelwaelem i z jego bratem Willemem. W 1405 roku kolejne trzy miniatury stworzyła ręka D (prawdopodobnie Mistrz Ducha Świętego). Są one bardzo bliskie stylistycznie pracom braci Limbourg, którzy są autorami (ręka E) dwóch ostatnich miniatur oraz jednej zachowanej w litograficznej kopii.
W 1412 roku nastąpił pierwszy podział kodeksu. Jego część (partia godzinek) została podarowana mistrzowi skarbca i bibliotekarzowi księcia Berry, Robinetowi d'Etampes (Jean d’Estampes). Wówczas to nastąpił kolejny podział; z podarowanej części wydzielono kilka pojedynczych kart, z których cztery, pochodzące z pierwszego etapu powstawania rękopisu, trafiły do Luwru. Pozostała większa część znajdowała się w zbiorach rodziny d'Etampes do XVIII wieku. W XIX wieku manuskrypt zakupił baron Alphonse de Rothschild a jego spadkobiercy podarowali go do Bibliotheque Nationale de France. Druga część kodeksu, zwana jest pod nazwą Godzinki Mediolańsko-Turyńskie i miała siedmiu autorów oznaczanych literami od G do K według kategoryzacji Georges'a Hulina de Loo z 1911 roku.

## Godzinki Mediolańsko-Turyńskie

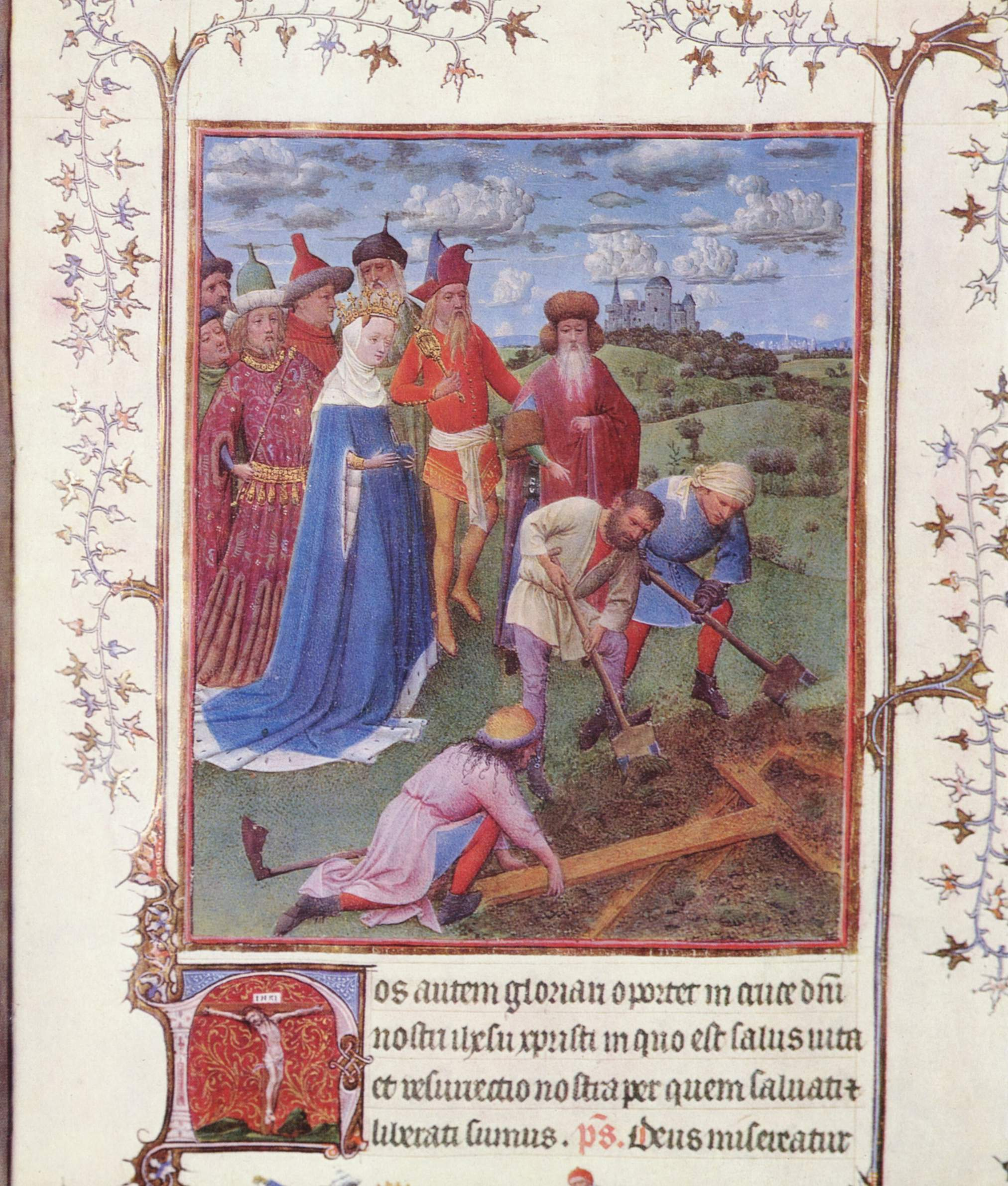
Znalezienie Krzyża Świętego karta z mszału znanego jako Godzinki Mediolańsko-Turyńskie przypisywane Janowi van Eyckowi
(1422-1424)

Manuskrypt wydzielony z Très Belles Heures de Notre-Dame na przestrzeni kolejnych wieków uległ dalszemu podziałowi: jedna część zawierająca modlitewnik została przekazana do Biblioteca Nazionale w Turynie, gdzie w 1904, na skutek pożaru, uległa zniszczeniu (znana jest jedynie z fotografii). Druga część zawierająca mszał trafiła ostatecznie do kolekcji w Trivulzio w Mediolanie a od 1935 roku znajduje się w Museo Civico w Turynie. Wcześniej, po śmierci Jeana de Berry w 1416 roku, został sprzedany Janowi Bawarskiemu, biskupowi Liège. Na dwóch kartach można zauważyć jego herby biskupie, co skłania do założeń, iż właśnie ta część musiała powstać przed 1417 rokiem. Dekoracje miniatorskie widoczne na kartach przypisywane ręce G, są jednak późniejsze i powstały albo dla Jana Bawarskiego, gdy ten był już hrabią Holandii (po 1417) lub po jego śmierci w 1425, kiedy manuskrypt trafił do kolekcji księcia burgundzkiego Filipa Dobrego. Pod artystą oznaczonego litera G prawdopodobnie kryje się Jan van Eyck, który w latach 1422–1425 był na służbie u Jana Bawarskiego i mógł być autorem iluminacji. Data powstania tej części jest czasem przesuwana na lat trzydzieste XV w. Jej atrybucja również była podważana. Wielu badaczy identyfikowało rękę G z Hubertem van Eyckiem; z nim też wiązano czasem rękę H. Ostatecznie taka atrybucja została odrzucona. Do grupy "ręki G" należą miniatury: Narodziny św. Jan Chrzciciela, Msza za zmarłych (obie w Museo Civico), Modlitwa na plaży ( Przybycie księcia bawarskiego do Holandii), Morska podróż św. Juliana i Marty, Pojmanie Chrystusa, Virgo inter virgines, Znalezienie Krzyża Świętego. Pięć pierwszych dzieł wykonanych zostało przez samego van Eycka. Odznaczają się one pewną innowacyjnością. Jak stwierdza Antoni Ziemba: 

Modlitwa na plaży miała stanowić pierwszy realistyczny pejzaż nadmorski, Morska podróż - pierwszy krajobraz marynistyczny; Msza za zmarłych - pierwszy popis iluzji przestrzennej; pierwszy niderlandzki widok architektonicznego wnętrza kościelnego, a Narodziny Jana Chrzciciela - pierwszy okaz rodzajowego malarstwa wnętrz mieszczańskich

 Biorąc pod uwagę datowanie (1435-1440) i stroje postaci występujących na miniaturach innowacyjność prac jest podważana na rzecz innych dzieł tego artysty: Portret małżonków Arnolfinich, Tryptyk drezdeński czy  Madonna w kościele
Z całą pewnością, gdy manuskrypt znajdował się jeszcze w pracowni van Eycka, nieznana ręka H dodała nowe miniatury. Była to ta sama osoba, która wykonała Stygmatyzację św. Franciszka - replika turyńskiego obrazu znajduje się obecnie w Filadelfii. Kolejnymi twórcami rękopisu byli inni dwaj współpracownicy z warsztatu van Eycka; pierwszy, oznaczony jako ręka F, należał do grona artystów skupionych wokół Mistrza Bedforda (Ukrzyżowanie, Znalezienie Krzyża), a druga ręka I-J identyfikowana jest z nieznanym mistrzem brugijskim.
Prace nad kodeksem trwały do 1447 roku, gdy ten znajdował się u Filipa Dobrego. Pracowało nad nimi wówczas dwóch artystów oznaczonych jako ręka K: malarz tablicowy zwany Mistrz Madonny Covarrubias oraz iluminator Godzinek Folparda van Amerongen.      